# 1917 az irodalomban
Az 1917. év az irodalomban.

## Megjelent új művek

### Próza
- Sherwood Anderson: Marching Men (Menetelő emberek), regény
- Joseph Conrad: The Shadow-Line (Az árnyékvonal)
- Knut Hamsun norvég író regénye: Markens Grøde (Áldott anyaföld), melyért 1920-ban Nobel-díjban részesült
- Sinclair Lewis regénye: The Job (Szegény lány pénzt keres)
- Jack London: 
  - Jerry of the Islands (A beszélő kutya)
  - Michael, Brother of Jerry (Az éneklő kutya)
- Heinrich Mann regénye: Die Armen (A szegények)
- Martin Andersen Nexø dán író fontos műve az 1917 és 1921 között írt Ditte Menneskebarn (Ditte, az ember lánya)
- Upton Sinclair regénye: King Coal (Szén őfelsége)
- P. G. Wodehouse:
  - The Man With Two Left Feet, novellagyűjtemény
  - Piccadilly Jim, regény (New York-ban 1917-ben, Londonban 1918-ban jelent meg)

### Költészet
- Guillaume Apollinaire hat versből álló kis könyve: Vitam impendere amori
- Paul Éluard: Kötelesség és nyugtalanság (Le Devoir et l’Inquiétude), első jelentősebb kötete

### Dráma
- Georg Kaiser Die Koralle, az ún. Gáz-drámák (trilógia) első darabja. Folytatásai: Gaz I. (1918) és Gaz II. (1920)[1]
- George Bernard Shaw: Heartbreak House (Megtört szívek háza)[2]
- Luigi Pirandello: Il piacere dell'onestà (A becsület öröme)

### Magyar irodalom
- Tóth Árpád verseskötete: Lomha gályán
- Kaffka Margit regényei:
  - Hangyaboly
  - Állomások (a Vasárnapi Ujságban megjelent 1914-es első változat kb. duplájára emelt és átdolgozott változata)
- Móricz Zsigmond regénye: A fáklya
- Andorffy Mária regénye: Tavasz után

## Születések
- február 11. – Sidney Sheldon amerikai író, Oscar-díjas forgatókönyvíró († 2007)
- február 25. – Anthony Burgess brit regényíró, költő, zeneszerző, műfordító († 1993)
- február 26. – Szauder József magyar irodalomtudós, esszéista († 1975)
- február 27. – Devecseri Gábor magyar költő, író, műfordító, klasszika-filológus († 1971)
- október 5. – Szabó Magda magyar író, költő, műfordító († 2007)
- október 30. – Dobozy Imre magyar író, a Magyar Írószövetség főtitkára, majd elnöke († 1982)
- december 16. – Arthur C. Clarke angol író, mérnök († 2008)
- december 21. – Heinrich Böll Nobel-díjas (1972) német író, műfordító († 1985)

## Halálozások
- február 16. – Octave Mirbeau francia műkritikus, pamfletszerző, regény- és drámaíró (* 1848)
- február 23. – Ponori Thewrewk Emil magyar klasszika-filológus, a görög és latin költészet kimagasló műfordítója, Ábel Jenővel együtt a modern magyar klasszika-filológia megteremtője (* 1838)
- április 14. – L. L. Zamenhof szemészorvos, filológus, aki kidolgozta az eszperantó nyelv alapjait (* 1859)
- április 24. – Tömörkény István magyar író, néprajzkutató, régész (* 1866)
- június 18. – Titu Maiorescu román esztéta, irodalomkritikus, műfordító, filozófus (* 1840)
- június 25. – Gyóni Géza, szibériai hadifogságban elpusztult magyar költő, újságíró (* 1884)